# Hugo Ball
Hugo Ball (Pirmasens (Duitsland), 22 februari 1886 – Montagnola (Zwitserland), 14 september 1927) was een Zürichs dadaïst en initiatiefnemer van Cabaret Voltaire.
Ball werd geboren in een katholiek gezin in het zuiden van Duitsland. Hij studeerde filosofie aan de Universiteit van München waar hij kennis maakte met de filosofie van Nietzsche en met de Russische anarchisten. Vanaf 1909 werkte hij aan zijn doctoraalscriptie over Nietzsche, maar in 1910 verliet hij plotseling de universiteit zonder zijn studies af te maken. Tijdens zijn studies was hij ook zijn katholiek geloof verloren. In 1914 vluchtte hij met zijn latere vrouw Emmy Hennings naar het neutrale Zwitserland.
Ball was aanvankelijk een expressionist. In het oorlogsjaar 1916 opende hij met Emmy Hennings Cabaret Voltaire, een klein zaaltje in Zürich, dat ruimte bood aan hooguit 35 tot 50 mensen. Elke avond voerden Ball en zijn dadaïstische vrienden een programma op waarin ze de burger opschrikten met nonsensicale teksten, simultane gedichten. Gedesillusioneerd door de Eerste Wereldoorlog wilde Ball met zijn voorstellingen het burgerlijke – en in zijn ogen wellicht hypocriete – publiek een spiegel voorhouden. Dat hij zijn rol hierin uiterst serieus nam blijkt uit het volgende dagboekfragment uit 14 april 1916: "Ons Cabaret is een gebaar. Ieder woord dat hier gesproken en gezongen wordt, gewaagt tenminste van dat ene, dat het deze vernederende tijd niet gelukt is ons respect af te dwingen. Wat zou er ook respectabel en imponerend aan kunnen zijn? De kanonnen? Onze grote trom overstemt ze. Het idealisme? Dat is allang een lachertje geworden, in zijn populaire en zijn academische uitgave. De grandioze slachtpartijen en kannibalistische heldendaden? Onze vrijwillige zotheid, onze geestdrift voor de illusie zal ze te schande maken".
Hij maakte veelal klankgedichten. Het eerste, uit 1917, had als titel Karawane en bestaat uitsluitend uit niet-bestaande woorden. Het werk, zonder narratief of boodschap, belichaamt de dada-principes van absurditeit, provocatie en afwijzing van traditionele betekenis en logica. De voordracht van dit gedicht schijnt geleken te hebben op een religieus ritueel en Ball zou tijdens het declameren van dit loze gedicht ineens hebben moeten terugdenken aan zijn katholieke jeugd en aan de lamentaties bij een requiem.
Ball maakte een evolutie door van dadaïst naar mysticus en bekeerde zich omstreeks 1920 tot het katholicisme. Zijn oude kunstenaarsvrienden beschouwden zijn bekering als verraad aan de avant-gardistische zaak. Hij schreef ook de roman Tenderenda de Fantast (die dadaïstische hymnen en litanieën bevat) en blikte terug op zijn geestelijke ontwikkeling in zijn dagboek Die Flucht aus der Zeit (1927).
Ball overleed op 41-jarige leeftijd aan kanker, in het bijzijn van zijn vrouw en stiefdochter.

## Werken
- Die Nase des Michelangelo. Tragikomödie in vier Auftritten, Leipzig, Ernst Rowohlt, 1911
- Zur Kritik der deutschen Intelligenz, Bern, Der Freie Verlag, 1919
- Byzantinisches Christentum. Drei Heiligenleben, München, Duncker & Humblot, 1923
- Hermann Hesse. Sein Leben und sein Werk, Berlin, S. Fischer, 1927
- Die Flucht aus der Zeit (dagboek). München, Duncker & Humblot, 1927